# Olf
Olf är en enhet för mätning av lukt, betecknande styrkan hos en luftföroreningskälla.  En olf definieras som luktavgivelsen från en standardperson i vila. Enheten introducerades av den danska professorn Ole Fanger och namnet kommer av latinets olfactus, vilket betyder luktsinne. Jämte olf används enheten decipol, vilken anger upplevelsen av lukten och även tar hänsyn till ventilationsflödet.